# Nhơn Nghĩa A
Nhơn Nghĩa A là xã thuộc huyện Châu Thành A, tỉnh Hậu Giang, Việt Nam.

## Địa lý
Xã Nhơn Nghĩa A nằm ở phía bắc huyện Châu Thành A, có vị trí địa lý:
- Phía đông và bắc giáp thành phố Cần Thơ
- Phía nam giáp xã Thạnh Xuân và các thị trấn Một Ngàn, Rạch Gòi
- Phía tây giáp thành phố Cần Thơ và thị trấn Một Ngàn.

Xã Nhơn Nghĩa A có diện tích 15,97 km², dân số năm 2019 là 9.528 người, mật độ dân số đạt 597 người/km².

## Lịch sử
Năm 2001, xã Nhơn Nghĩa A thuộc huyện Châu Thành A, tỉnh Cần Thơ được thành lập trên cơ sở 1.840 ha diện tích tự nhiên và 11.999 người của xã Nhơn Nghĩa.
Tháng 5 năm 2003, một phần diện tích và dân số của các xã Nhơn Nghĩa A và Tân Thuận được tách ra để thành lập thị trấn Một Ngàn.
Tháng 11 năm 2003, tỉnh Cần Thơ được chia tách thành thành phố Cần Thơ trực thuộc trung ương và tỉnh Hậu Giang. Phần lớn diện tích và dân số của huyện Châu Thành A, trong đó có xã Nhơn Nghĩa A thuộc về tỉnh Hậu Giang.

## Hành chính
Xã Nhơn Nghĩa A được chia thành 9 ấp: Nhơn Hòa, Nhơn Ninh, Nhơn Phú, Nhơn Phú 1, Nhơn Phú 2, Nhơn Thọ, Nhơn Thuận 1, Nhơn Thuận 1A, Nhơn Thuận 1B.

## Giao thông
Xã Nhơn Nghĩa A có quốc lộ 61B chạy qua.